# Centre technique du papier
Pour les articles homonymes, voir CTP.
Le Centre technique du papier (CTP) est un organisme de recherche et développement industriel, d'expertise et d'information basé sur le domaine universitaire de Grenoble, qui apporte un soutien scientifique et technique à l'industrie papetière. Établissement d'utilité publique (Centre Technique Industriel) comportant 120 personnes (chiffres 2019-2020), il a pour mission de promouvoir le développement technologique de l'industrie de production et de transformation des pâtes, papiers et cartons et les industries connexes (impression, transformation...). Le centre possède une antenne installée à Douai.

## Domaine de recherche
Le Centre technique du papier a pour missions la recherche appliquée, le conseil, l'expertise, les prestations et les formations pour l'industrie papetière. Il participe aux innovations dans de nombreux domaines : chimie des lignocelluloses, matériaux biosourcés, applications à l'hygiène et à la santé, emballage du futur, électronique imprimée et papier intelligent, valorisation des papiers et cartons récupérés, économies d'eau et d'énergie, communication imprimée, performances industrielles.
Le CTP est le partenaire "innovation" français des industriels pour leurs produits et procédés à travers les essais laboratoires, les pilotes, puis le transfert industriel. Il développe les connaissances technologiques et scientifiques pour une plus grande compétitivité.

## Innovation
Le Centre technique du papier fait partie de plusieurs pôles de compétitivité mondiaux. Il est un des piliers de l'Institut Carnot POLYNAT avec le CNRS-Cermav et les laboratoires LGP2, Rhéologie, DPM, DCM et 3SR (Sols, solides, structures, risques) ainsi que l'institut technologique FCBA. Le CTP fait partie également du Réseau CTI et de nombreuses plateformes industrielles : InTechFibres, Malics, Imprim'Lab, etc.
Le CTP travaille dans tous les domaines d'innovation qui font de la fibre, l'avenir des monomatériaux biosourcés…